# Babiana cuneata
Babiana cuneata är en irisväxtart som beskrevs av John Charles Manning och Peter Goldblatt. Babiana cuneata ingår i släktet Babiana och familjen irisväxter. Inga underarter finns listade i Catalogue of Life.